# Château de Purnon
 (janvier 2024).
Le château de Purnon est un château situé à Verrue dans le département français de la Vienne, au pied de la forêt de Scévolles.

## Histoire
La seigneurie de Purnon (village autrement dénommé Puyrenon), dont le château tient le nom, est attestée du vivant d'Antoine de Bueil (1440-1506). La terre de Purnon, que la famille tenait depuis le XIIIe siècle, s'est trouvée apportée par sa mère Anne de Montejehan. Après 1635, Claude Bonneau, premier maître d'hôtel d'Henriette d'Angleterre, duchesse d'Orléans puis chambellan de Philippe d'Orléans, est seigneur de Purnon et de Marçay,.
Le château est construit entre 1771 et 1791 pour Antoine-Charles Achard, marquis de la Haye, colonel des armées du Roi entre 1771 et 1785. L'identification de son architecte n'est pas antérieure aux années 2020. Dans son étude de diagnostic d'octobre 2020, Frédéric Didier écrit ainsi : « Le château de Purnon, dont l'architecte demeure mystérieux, si tant est que "Bourgeois", architecte à Tours – dont nous ignorons tout – qui signe les élévations en 1781 en soit le concepteur et non pas seulement le maître d'œuvre d'exécution ». Il faut dire que de nombreux architectes nommés Bourgeois sont actifs dans la seconde moitié du 18e siècle, d'où la difficulté de les distinguer les uns des autres. Celui qui a construit le château de Purnon a été identifié dans un article publié dans la revue L'Actualité Nouvelle-Aquitaine en 2023,. L'auteur l'a d'une part rapproché de l'architecte Bourgeois cité dans les Anecdotes historiques sur Limours, petite ville de l'Isle-de-France : « le sieur Bourgeois, architecte, chargé de démolir cette salle de bal, a conservé les dimensions du comble et en a fait exécuter de semblables en plusieurs endroits de la Touraine où il s'est fixé » (Purnon était dans la généralité de Tours), et d'autre part des documents concernant la reconstruction de la maison abbatiale de Beaumont-les-Tours, qui en font connaître le prénom. Il est donc désormais établi que l'architecte du château de Purnon est Laurent Bourgeois (1728-1808), actif au château de Limours avant de s'installer en Touraine, où il construit également la maison abbatiale de Beaumont. 
Les matériaux du vieux château de Brisay ayant dominé la vallée de Verrue sur la colline face à Purnon, tels que pierres de taille et madriers, sont ici remployés. Cet ensemble comprenant maison de maître et communs est édifié dans un style classique en pierre de tuffeau et enduit. Il possède en outre des charpentes à la Philibert Delorme recouvertes d'ardoises. L'historien poitevin René Crozet inscrit cet édifice au chapitre des « demeures aux champs » et admire la « majesté » de Purnon.
En 1876, Purnon est acheté par Daniel Jérôme Robineau, marquis de Rochequairie (1856-1919). Ses descendants qui géraient le bien en indivision vendent le domaine à ses propriétaires actuels en 2020.
Le domaine dispose d'une éolienne Bollée, installée en 1900, qui est l'une des 9 dénombrées dans la Vienne.
En 2022, le château est sélectionné par la Fondation du patrimoine pour figurer parmi les sites prioritaires de la « mission patrimoine ». Un important projet de valorisation du lieu est lancé,. La DRAC de la région Nouvelle-Aquitaine confie la maîtrise d'œuvre du chantier de restauration à Frédéric Didier, architecte en chef des monuments historiques et architecte en chef du château de Versailles.

## Description

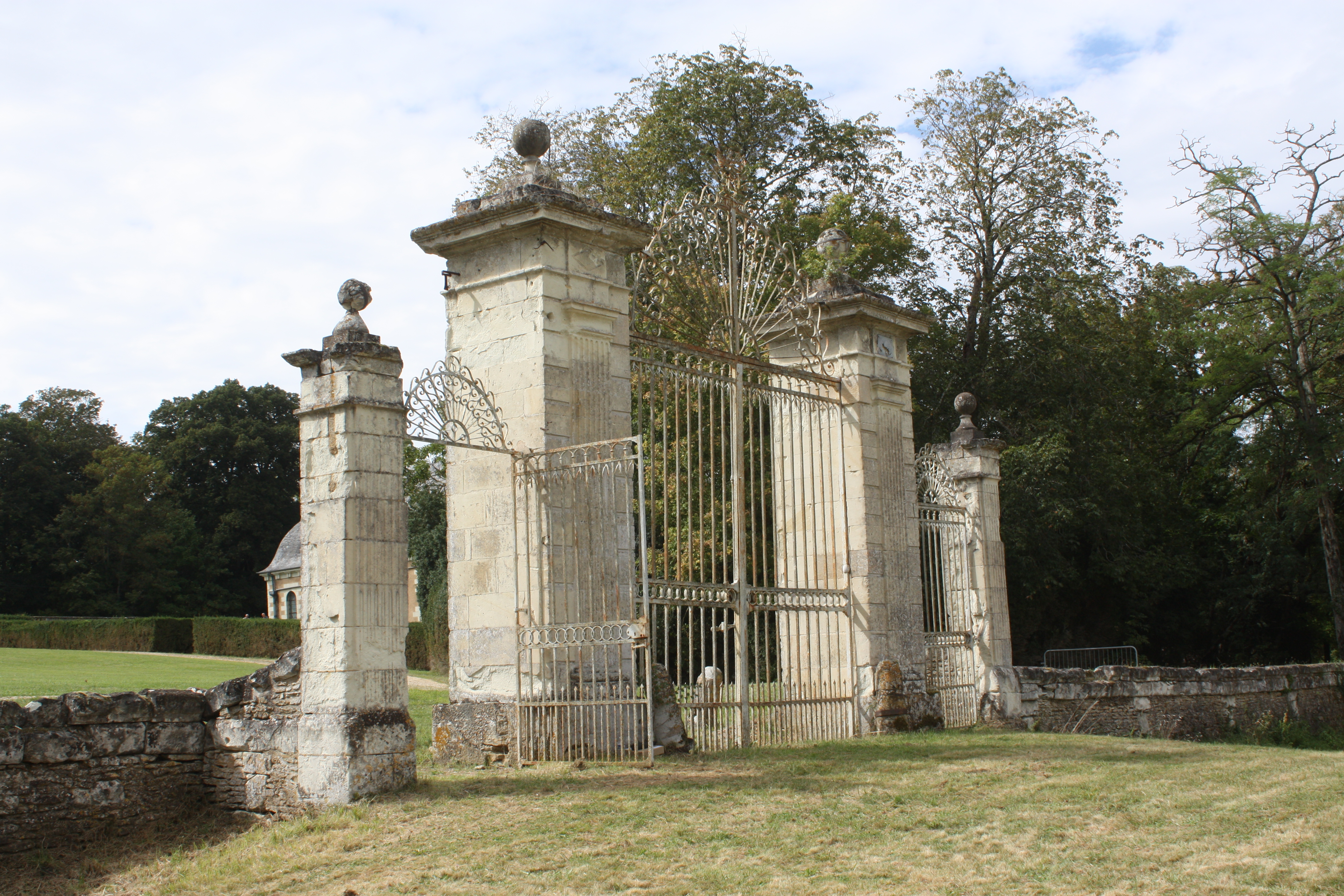
Grille d'entrée du parc du château.

« Au bout d'une allée de quelques centaines de mètres, le château de Purnon apparaît au milieu d'un parc à l'anglaise de dix hectares. Ce château du XVIIIe siècle présente des ressemblances avec le château de Cheverny qui, lui, fut édifié un siècle et demi plus tôt, entre 1624 et 1630 ». Une imposante grille, sommée d'une couronne marquisale, témoignage de la situation nobiliaire de son protagoniste, donne accès au parc abritant le château. Depuis le nord du domaine, une « grande allée », qui a vu des scènes de chasse, longue de 3 km pénètre la forêt de Scévolles.

### Le château
Quelques plans ont été retrouvés dans les archives du château. Ceux dressés le 9 février 1781 sont signés par l'architecte Bourgeois, et mentionnent Loubière, entrepreneur à Loudun.
En forme de H, il est entouré de fossés secs sur trois côtés, le quatrième formant terrasse orientée vers le parc. Au Sud-Ouest, un pont en pierre enjambe le fossé vers la porte d'entrée. Ses deux façades, de neuf ouvertures par étage, sont identiques et comportent, en avancées symétriques, deux ailes dont le retour est percé d'une porte. Les façades latérales sont percées de cinq ouvertures par étage dont quelques unes sont factices et dotées de volets aussi factices. Au niveau du fossé sont aménagés des celliers dans les parois des murs de soutènement du remblai.
La charpente des toitures en carène suit celle des modèles « à la Philibert Delorme » tandis que la masse extérieure perçue de la couverture en ardoise est adoucie par sa courbe « à l'impériale ».
D'importants travaux sont en cours tant à l'extérieur qu'à l'intérieur.

### Les communs
Les communs ont été construits en léger contrebas du château de part et d'autre de la cour intérieure. Ils abritent à l'ouest la chapelle et les écuries et à l'est la boulangerie et la laverie et ses trois ponnes en pierre. Dans les mêmes communs subsistent encore les anciens chais aux tonneaux ornés des armoiries en terre cuite des anciens propriétaires, la famille de Rochequairie.
L'éolienne Bollée est installée en 1900 dans l'enceinte du potager, en bordure de la rue du Moulin-Bigeard d'où la partie supérieure est visible.
Elle constitue le 258e exemplaire produit sur 372 recensés et la protection accordée au château a largement contribué à sa sauvegarde.

### La chapelle du château
La chapelle du château est aménagée dans le commun Est du château. L'accès à la tribune (du même niveau que celui du corps de logis) a lieu par une porte entourée de pilastres surmontée d'une fenêtre de toit à fronton abritant la cloche de l'édifice,. Cette cloche en bronze porte la date de 1661 et la mention « JACQUES ET JEAN D'AUDEBERT ». Les armoiries de la famille Audebert se blasonnent ainsi : « d'azur à trois croix pattées d'argent ». La cloche est classée monument historique à titre d'objet depuis le 9 octobre 1959.
Deux statues dominent le fond de la chapelle : l'une représentant saint Blaise, et l'autre saint Achard
,; cette dernière se réfère au patronyme du commanditaire du château Antoine Charles Achard de la Haye (1737-1816),.
Complètent le décor, entre autres, un tableau représentant le Christ au Jardin des Oliviers au-dessus de l'autel et un autre, Marie veillant le Christ mort descendu de la croix, tableau en hauteur non loin de la tribune. Un troisième représente saint Joseph. Quatre baies assurent l'éclairage naturel du lieu, dont deux verrières dédiées l'une à saint Joseph et l'autre à une Vierge à l'Enfant.

## Protection
Le château est classé au titre des monuments historiques par arrêté du 10 mai 1995. L'ensemble du domaine et des bâtiments non encore classés est inscrit par arrêté du 11 janvier 2023.

## Iconographie
Le photographe français Gustave William Lemaire a été inspiré par Purnon et a laissé quelques vues du domaine réalisées en 1900-1920 ainsi que Jules Robuchon dont on connaît une carte postale. Quant à Marcel Maillard (1899-1977), il immortalise le pigeonnier en juillet 1942.